# مهرجان الخليج السينمائي
مهرجان الخليج السينمائي يُقام سنويا منذ عام 2008 في إمارة دبي بدولة الإمارات العربية المتحدة.
يُخصِّص المهرجان مسابقتين ضمن خطته لتشجيع الإبداع والتميز بين السينمائيين والمبدعين من المنطقة:
1- مسابقة الأفلام، وهي مفتوحة لكل المحترفين في فئات الأفلام الطويلة، الأفلام القصيرة، والأفلام التسجيلية. يقدم مهرجان الخليج السينمائي كذلك مسابقة للطلبة في فئات الأفلام القصيرة والتسجيلية.
2- مسابقة السيناريو المخصصة للأفلام الإماراتية القصيرة فقط.
بعرضه أفضل الأفلام العربية من منطقة الخليج، سيصبح مهرجان الخليج السينمائي الوجهة المثلى الأهم أمام المجتمع السينمائي الدولي لاكتشاف روائع فنون السينما في المنطقة.
كما يُعنَى المهرجان أيضا بتقديم الفن السينمائي من جميع أنحاء العالم، وذلك ضمن سعيه إلى تحقيق أهدافه الرئيسية لتطوير وترسيخ الثقافة السينمائية في الخليج، ومنح الفرص أمام المبدعين الخليجين لعرض أفلامهم، وبناء مشاريعهم المستقبلية.

## جوائز 2009
- الجائزة الأولى لمسابقة الفيلم الروائي الطويل: فيلم فجر العالم للمخرج عباس فاضل.
- الجائزة الأولى لمسابقة الأفلام الوثائقية: فيلم «جبر ألوان» للمخرج قيس الزبيدي.
- الجائزة الأولى لمسابقة الفيلم القصير: فيلم «أرض الرافدين» للمخرج فنار أحمد.

- سينما عربية

## وصلات خارجية
- الموقع الرسمي لمهرجان الخليج السينمائي